# Supercharger
Supercharger es el cuarto álbum de la banda norteamericana de groove metal Machine Head, que salió a la luz el 2 de octubre de 2001. El lanzamiento fue inoportuno y como consecuencia de la poca promoción, estuvo lejos del éxito de The Burning Red, que vendió cerca de 134 000 copias en los EE. UU. hasta la fecha. Supercharger ha vendido cerca de 45 000 copias en los EE. UU. hasta la fecha, resultando un fracaso comercial.

## Información del álbum
Supercharger fue lanzado en octubre del 2001, pocas semanas después de los ataques terroristas del 9/11. El primer (y único) sencillo "Crashing Around You" fue retirado de MTV y las radios de rock tan pronto como fue añadido, a pesar de ser el "Most Added" de los EE. UU. La censura fue resultado de la letra metafórica "crashing" en la canción y la visión del rascacielos de San Francisco quemándose en llamas, en el video.
El tour de Machine Head en promoción de su álbum fue realizado sin el apoyo de su sello discográfico Roadrunner y luego del lanzamiento de "Hellalive" ( un disco en vivo) para cumplir con su contrato, llevó a la banda a una pausa de 2 años. 
Con The Burning Red, la banda cambió su sonido al nu metal. Supercharger fue más oscuro y pesado que The Burning Red, pero carecía de sonido groove metal como Burn My Eyes y The More Things Change....  Dos años más tarde, la banda lanzaría Through the Ashes of Empires y regresaría a sus raíces groove metal.
El álbum fue lanzado en ediciones estándar y Digipak, el último de los cuales contiene cuatro canciones extras publicadas anteriormente.

## Lista de canciones
1. "Declaration" – 1:11
2. "Bulldozer" – 4:35
3. "White-Knuckle Blackout!" – 3:14
4. "Crashing Around You" – 3:13
5. "Kick You When You're Down" – 4:10
6. "Only the Names" – 6:07
7. "All in Your Head" – 4:50
8. "American High" – 3:48
9. "Brown Acid" – 0:59
10. "Nausea" – 4:23
11. "Blank Generation" – 6:38
12. "Trephination" – 4:58
13. "Deafening Silence" – 5:33
14. "Supercharger" – 3:48
15. "Hole in the Sky" (versión de Black Sabbath) - 3:32 [*]
16. "Ten Fold" - 4:52 [*]
17. "The Blood, The Sweat, The Tears [Live]" - 4:34 [*]
18. "Desire to Fire [Directo]" - 4:37 [*]

- Canciones extra en la edición del disco de 18 canciones en formato digipak.

## Personal
- Robb Flynn - Voz y guitarra
- Adam Duce - Bajo y coros
- Ahrue Luster - Guitarra
- Dave McClain - Batería

## Posición en listas
| Año (2001)                      | Posición |
| ------------------------------- | -------- |
| Australian Albums Chart         | 24       |
| Austrian Albums Chart           | 33       |
| Belgian Albums Chart (Flanders) | 46       |
| Dutch Albums Chart              | 88       |
| Finnish Albums Chart            | 25       |
| French Albums Chart             | 35       |
| German Albums Chart             | 25       |
| Swedish Albums Chart            | 42       |
| Swiss Albums Chart              | 82       |
| UK Album Chart                  | 34       |
| The Billboard 200               | 115      |